# Маскотт (Флорида)
Маскотт (англ. Mascotte) — місто (англ. city) в США, в окрузі Лейк штату Флорида. Населення — 6609 осіб (2020).

## Географія
Маскотт розташований за координатами 28°37′5″ пн. ш. 81°54′6″ зх. д. / 28.61806° пн. ш. 81.90167° зх. д. (28.617980, -81.901674).  За даними Бюро перепису населення США в 2010 році місто мало площу 43,69 км², з яких 29,46 км² — суходіл та 14,23 км² — водойми. В 2017 році площа становила 46,73 км², з яких 31,94 км² — суходіл та 14,79 км² — водойми.

## Демографія
Згідно з переписом 2010 року, у місті мешкала 5101 особа в 1495 домогосподарствах у складі 1229 родин. Густота населення становила 117 осіб/км².  Було 1737 помешкань (40/км²).
Расовий склад населення:
| - 60,4 % — білих - 11,8 % — чорних або афроамериканців - 1,5 % — азіатів - 0,9 % — корінних американців - 0,1 % — вихідців з тихоокеанських островів - 21,6 % — осіб інших рас |

До двох чи більше рас належало 3,7 %. Частка іспаномовних становила 47,3 % від усіх жителів.
За віковим діапазоном населення розподілялося таким чином: 34,0 % — особи молодші 18 років, 59,2 % — особи у віці 18—64 років, 6,8 % — особи у віці 65 років та старші. Медіана віку мешканця становила 29,5 року. На 100 осіб жіночої статі у місті припадало 105,0 чоловіків;  на 100 жінок у віці від 18 років та старших — 104,2 чоловіків також старших 18 років.
Середній дохід на одне домашнє господарство  становив 47 958 доларів США (медіана — 44 722), а середній дохід на одну сім'ю — 55 651 долар (медіана — 59 135). Медіана доходів становила 28 593 долари для чоловіків та 29 674 долари для жінок. За межею бідності перебувало 14,6 % осіб, у тому числі 14,3 % дітей у віці до 18 років та 15,7 % осіб у віці 65 років та старших.
Цивільне працевлаштоване населення становило 2652 особи. Основні галузі зайнятості: роздрібна торгівля — 21,0 %, виробництво — 15,7 %, мистецтво, розваги та відпочинок — 14,2 %, будівництво — 14,0 %.